# فرنان بروديل
فرنان بروديل (بالفرنسية: Fernand Braudel)‏ (24 أغسطس 1902 - 27 نوفمبر 1985) مؤرخ فرنسي ومن مؤسسي مدرسة الحوليات الحديثة. ركزت دراساته على ثلاثة مشاريع رئيسية، تمثل كل منها عدة عقود من الدراسة المكثفة: البحر الأبيض المتوسط (1923-1949 ومن ثم 1949-1966) والحضارة والرأسمالية (1955-1979) والهوية الفرنسية غير المكتمل (1970-1985). `

## من أقواله
لا يمكن للمؤرخ أن يكون على قدم المساواة إلا مع تاريخ بلده، فهو يفهم بشكل يكاد يكون غريزياً تطوراته المفاجئة وتحولاته، تعقيداته وجوانب أصالته وضعفه، ومهما كانت ثقافة المؤرخ عظيمة، فإنه لا يمكنه التمتع بهذه الميزة عندما يرحل إلى ساحة أخرى

## روابط خارجية
- فرنان بروديل على موقع الموسوعة البريطانية (الإنجليزية)
- فرنان بروديل على موقع مونزينجر (الألمانية)
- فرنان بروديل على موقع ديسكوغز (الإنجليزية)